# Anthurium trinervium
Anthurium trinervium är en kallaväxtart som beskrevs av Carl Sigismund Kunth. Anthurium trinervium ingår i släktet Anthurium och familjen kallaväxter. Inga underarter finns listade.